# Raad voor Vastgoed
De Raad voor Vastgoed Rijksoverheid, afgekort RVR, is het samenwerkingsverband sinds 2001 van de Nederlandse rijksdiensten die vastgoed gebruiken. Ze bezitten tezamen ongeveer 14% van het grondoppervlak van Nederland en het heeft (inclusief gebouwen) een marktwaarde van ongeveer 90 miljard euro. Per jaar wordt voor 200 miljoen euro aan vastgoed aan- en verkocht. Aan bouwwerken worden enkele miljarden euro's besteed.
In de RVR werken samen Rijkswaterstaat, Dienst Landelijk Gebied, Rijksvastgoedbedrijf, Nationale politie, ProRail, Staatsbosbeheer en het Centraal Orgaan opvang asielzoekers. Zij stemmen hun aan- en verkopen van het vastgoed op elkaar af. Daarnaast werken ze samen in opleidingen, geo-informatie, benchmarken, aanbestedingen en personeel.
Het secretariaat zat vroeger bij de directie Rijksvastgoed (als opvolger van de Projectdirectie Vastgoed) van het Ministerie van Financiën). Sinds de fusie in het rijksvastgoed per 1 juli 2014 is het een onderdeel van het Rijksvastgoedbedrijf van het ministerie van Binnenlandse Zaken en Koninkrijksrelaties en zit het bij de afdeling Strategie. Ook het interne samenwerkingsverband van de departementen op vastgoedgebied, de Interdepartementale Commissie Rijksvastgoed (ICRV), is hier onder gebracht. 
Voor grote en complexe vastgoedprojecten is door hen het Gemeenschappelijk Ontwikkelingsbedrijf, afgekort GOB, opgericht in 2006. Deze dienst is samengegaan op 1 juli 2009 met de Dienst Domeinen Onroerende Zaken en valt nu in het Rijksvastgoedbedrijf. 